# Нижний сад (Ораниенбаум)

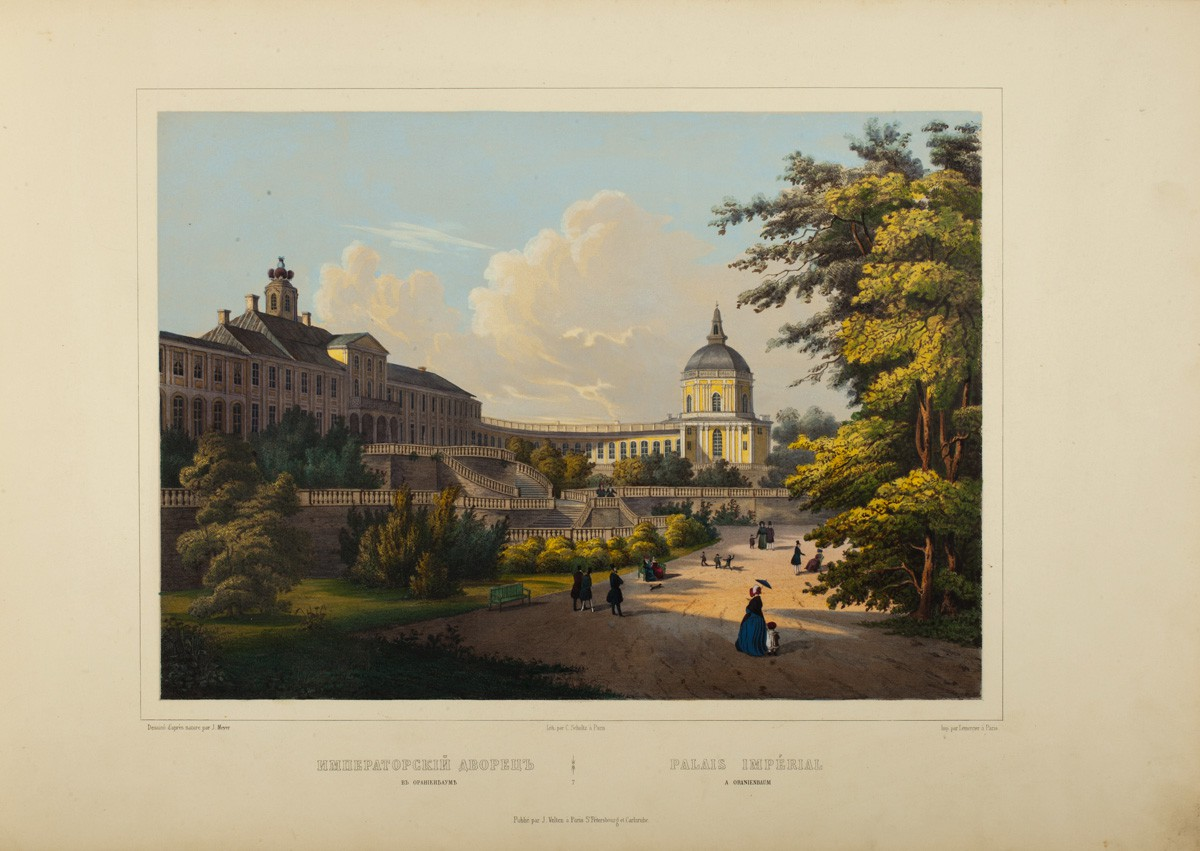
1845-1846 годы, Иоганн Якоб Мейер

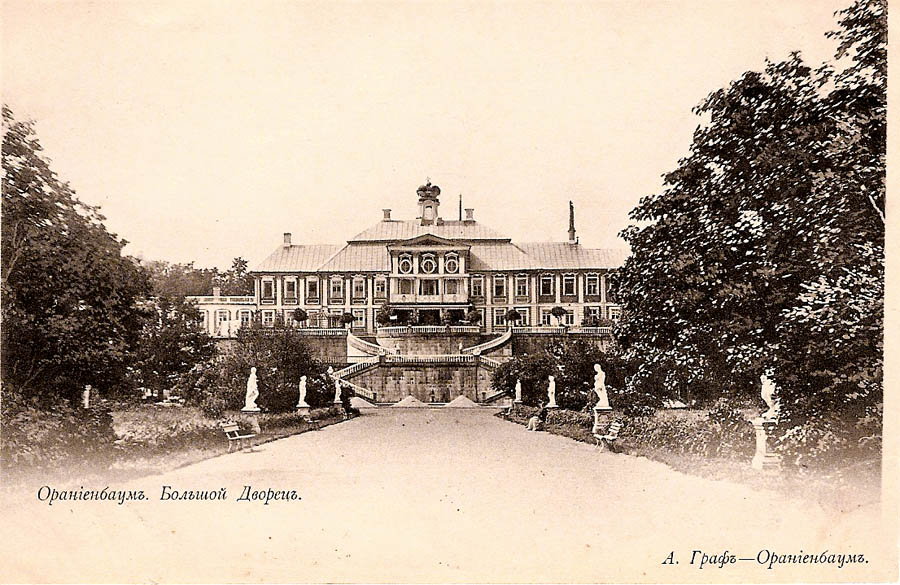
Начало XX века.

Нижний сад Ораниенбаума — парадный регулярный сад площадью 4,8 га, разбитый одновременно с постройкой Большого дворца. На планировку сада (по форме он приближен к трапеции) повлияла конфигурация плана дворца и расположение Померанцевой оранжереи и Картинного дома. Дворец связан с садом террасами с подпорными стенами и балюстрадами.
Между Померанцевой оранжереей и Картинным домом по северной границе сада поставлена ограда, с юга сад ограничен дворцом.

## История

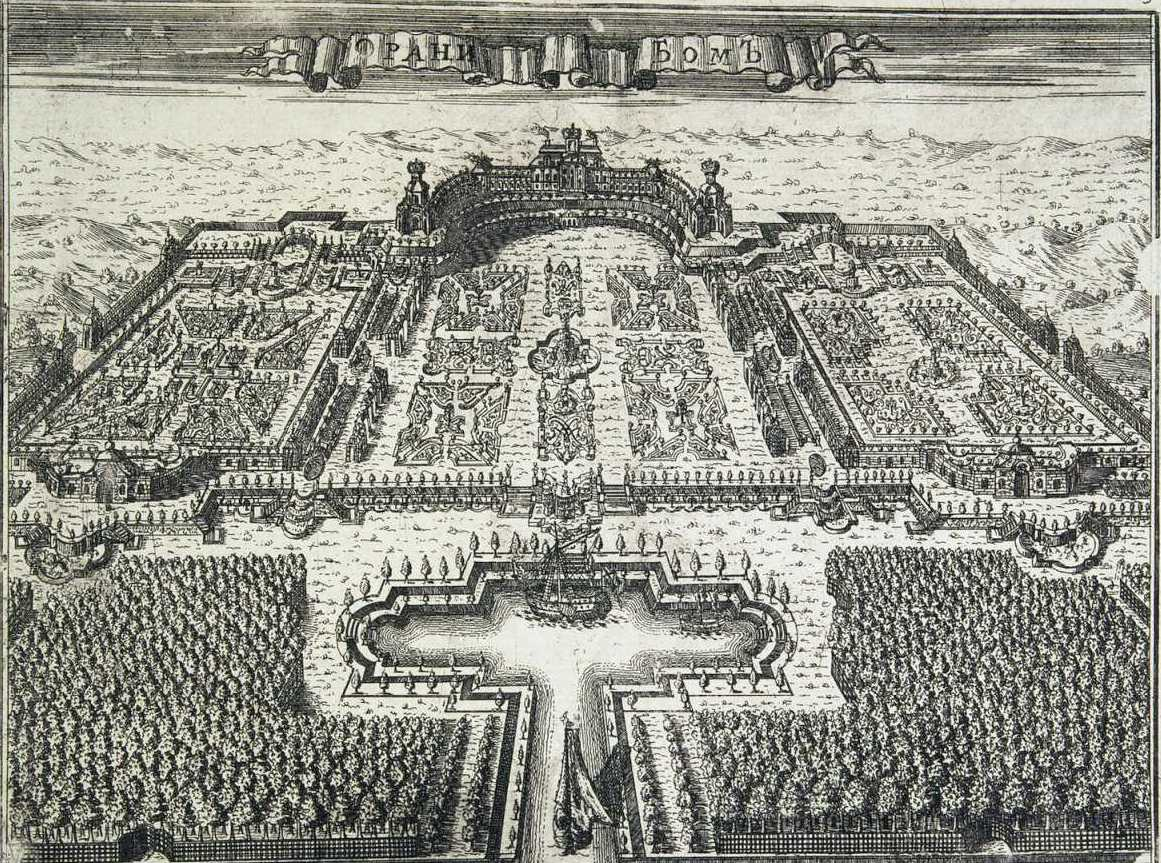
А. И. Ростовцев. Ораниенбаум. 1717 год

Над созданием сада с 1712 года трудились сотни крепостных под руководством ряда мастеров, среди которых выделялся Яган Эйк (также упоминаются М. Фонтан, И. Г. Шедель и Христофер Грац). Изначальный замысел известен по гравюре А. Ростовцева — трёхчастный сад должен был быть расположен по обе стороны северного фасада, его продолжали фигурная гавань и канал, окружённые рощами, аллеями и трельяжами. Ширина главного партерного цветника была равна центральному ризалиту дворца, согласно длине галерей были расположены шесть боскетов, границы аллей перекликались с протяжённостью главного корпуса, каскады должны были перекликаться с павильонами.
Сад выровняли насыпным грунтом. Территория рядом с расположенной ниже уровня сада дорогой была обработана уступами с пологими склонами, покрытыми дёрном. С другой стороны дороги был прорыт канал к морю с гаванью для небольших судов, по берегам были высажены двойные ряды деревьев, ворота напротив гавани были главным входом в сад. По центру сада перед дворцом были сделаны партеры с цветниками, по сторонам от них — боскеты с ограждением из кленовых, липовых и еловых шпалер. Также сад был украшен тремя фонтанами, 39 деревянными выкрашенными белым «под мрамор» статуями, четырьмя золочёными свинцовыми фигурами, в летнее время — кадками с лавровыми и померанцевыми деревьями. В саду росли липы, клёны, ели, можжевельники, которые стригли под пирамиды, плодовые деревья (яблони и вишни), ягодные кусты, берёзы, дуб.
После ссылки А. Д. Меншикова к 1736 году сад пришёл в упадок — в частности, на канале обвалился мост.
В 1750—1760 годах сад был обновлён под руководством Растрелли, партерам придали более сложный рисунок. Старые деревянные статуи заменили в 1760-х годах на мраморные итальянские статуи — в частности, Амура, Флору, Вертумна и Помону, символизировавших времена года и их дары, работы А. Бонацца 1757 года (также возможно, что статуи были установлены позже, так как первое документальное подтверждение их присутствия в Ораниенбауме — акварель В. Гринера 1873 года). Была проложена центральная аллея. Ограду сада перестроили, Растрелли поставил поочерёдно высокие и низкие каменные столбы с деревянными решётками между ними; на столбах и пилонах ворот стояли деревянные бюсты и арматура, на главных воротах были установлены фигуры Марса и Минервы. В саду стояли оранжереи и теплицы, в которых выращивались персики, ананасы, абрикосы, олеандры и померанцевые деревья. В 1762 году А. Ринальди и П. Патон создали два фонтана перед дворцом.
В этот период сад был изображён на гравюре по рисунку М. Махаева 1761 года и, в 1770-х годах на чертежах де Сент-Илера.
В 1772—1775 годах по проекту и под наблюдением А. Ринальди были реконструированы каменные подпорные стены дворцовых террас. Широкую лестницу для спуска с верхней террасы заменили новой, с прямыми и закруглёнными маршами, огибавшими сделанный на верхней террасе балкон.
В 1777 году деревянную ограду с запада и с востока (от Церковного павильона до Картинного дома и от Японского павильона до Померанцевой галереи) заменили на каменную, с двумя воротами и алебастровыми украшениями на столбах. От западных ворот к восточным проходит тройная аллея.
В конце XVIII — начале XIX века вместо партеров были сделаны газоны, деревья перестали стричь (регулярный облик был утрачен уже к 1792 году). Скульптурный декор ограды со временем был утрачен, вместо него поставили шары. В этот период сад изображали Мейер и А. Е. Мартынов.
После войны в саду ремонтировали каменную кладку террас, балюстраду, ограду. С 1975 года началось воссоздание по созданному в 1960—1962 годах плану согласно планировке XVIII века, проект которого разработали К. Д. Агапова, П. П. Ковалевский и Р. Ф. Контская. В 1977 году в архитектурной мастерской «Гипротеатр» К. Д. Агаповой на основе гравюры Ростовцева и аналогов регулярных парков эпохи начала существования сада была сделана графическая реконструкция. Согласно плану, в центральной части восстановили барочный цветочный партер, на аллее от главного входа планировалось установить восемь статуй, на круглых площадках — по две статуи, восстановлены боскеты, посажены новые деревья.
К открытию ансамбля Ораниенбаума после реставрации в саду установили сделанные в 2011—2014 годах копии статуй, ранее расположенных в Ораниенбауме (большинство статуй было перенесено в Петергоф в 1926—1928 годах): «Воздух» и «Земля», «Меркурий» и «Минерва», «Лето» и «Амфитрита», «Весна», «Омфала» (единственная статуя, которую не переносили в Петергоф), «Весна», «Лето», «Осень», «Зима», «Зефир», «Вертумн», «Помона», бюст императора Адриана, бюст Омфалы (два бюста, которые не были перемещены из Ораниенбаума), пять бюстов «Неизвестная женщина» и один бюст «Неизвестный мужчина».